# 東大寺続要録
東大寺続要録（とうだいじぞくようろく）は、鎌倉時代中期に編纂された東大寺の寺誌である。

## 概要
『東大寺要録』の続編として、弘安・正応年間にほぼ成立したとされている。現在知られているのは9編（仏法・造仏・寺領・供養（本編）・供養（末編）・拝堂・諸院・宝蔵・諸会）のみだが、元は寺領に関連した1編を加えた全10編であったと推定されている。原本は存在していないが、文明年間の写本が東大寺に所蔵されている他、同系統の写本が内閣文庫・宮内庁書陵部・東京国立博物館・陽明文庫などに所蔵されている。
治承4年（1181年）南都焼討からの再建・復興期の東大寺の姿を宗教的・経済的に知る上で貴重な史料である。
国書刊行会から活字版が出版されている。

### 関連文献
- 『東大寺 續（続）要録』筒井寛秀監修、同研究会編・校訂、国書刊行会、2013年
- 『東大寺要録』筒井英俊校訂、国書刊行会、1971年、新版2003年
- 『論集 古代東大寺の世界 『東大寺要録』を読み直す』東大寺「ザ・グレイトブッダ・シンポジウム 第14号」法蔵館、2017年
- 『東大寺要録 一　東大寺叢書』東大寺史研究所編、法藏館、2019年
- 『東大寺要録 二　東大寺叢書』東大寺史研究所編、法藏館、2020年